# Svartbröstad skrika
Svartbröstad skrika (Cyanocorax affinis) är en fågel i familjen kråkfåglar inom ordningen tättingar.

## Utseende och läte
Svartbröstad skrika är en uppseendeväckande kråkfågel med mestadels svart på huvud och strupe, djupt indigoblå ovansida och kontrasterande vit buk. Den långa stjärten har vit spets och ögonen är ljusa. Bland lätena hörs hårda dubblerade "chee-chee" och andra både mekaniska och musikaliska toner. 

## Utbredning och systematik
Svartbröstad skrika förekommer i södra Centralamerika och nordligaste Sydamerika. Den delas in i två underarter med följande utbredning:
- Cyanocorax affinis zeledoni – förekommer i fuktiga skogar i sydöstra Costa Rica och Panama
- Cyanocorax affinis affinis – förekommer i norra Colombia och nordvästra Venezuela

## Levnadssätt
Svartbröstad skrika hittas i olika typer av skogsområden, inklusive buskig ungskog och skogsbryn. Den ses vanligen i små familjegrupper.

## Status
Arten har ett stort utbredningsområde och beståndet anses stabilt. Internationella naturvårdsunionen IUCN listar den därför som livskraftig (LC). Beståndet uppskattas till i storleksordningen fem till 50 miljoner vuxna individer.